# Горња вилица
Горња вилица (лат. maxilla) је велика парна кост у средишњем дијелу лица. Она учествује у изградњи очне и носне дупље, као и подсљепоочне и криластонепчане јаме. На њој се описују тијело и четири наставка (јабучни, чеони, непчани и зубни). Унутар кости се налази шупљина која се назива вилични синус.

## Тијело
Тијело горње вилице (лат. corpus maxillae) има облик тростране пирамиде, па се на њему разликују: три стране, база и врх.
Предња страна тијела је усмјерена напријед и упоље. У њеном горњем дијелу се налази подорбитални отвор кроз који излазе истоимени крвни судови и живац. Ниже од отвора је смјештена тзв. очњачка јама испод које се налазе испупчења проузрокована корјеновима горњих зуба. У близини горње ивице предње стране се припаја мишић подизач горње усне, док се у горњем дијелу спољашње ивице припаја масетерични мишић.
Задња или подсљепоочна страна је окренута назад и упоље. На њој је присутно испупчење горње вилице (лат. tuber maxillae) и удубљење на спољашњој трећини. Ова страна учествује у изградњи подсљепоочне и криластонепчане јаме, док се њена унутрашња ивица зглобљава са непчаном кости. На доњој ивици задње стране се припаја мишић образа.
Горња или орбитална страна има троугласт облик. Она учествује у изградњи очне дупље, док се њена унутрашња ивица зглобљава са сузном, ситастом и непчаном кости. На средини ове стране се налази подорбитални жлеб који се наставља у истоимени канал и потом се отвара на предњој страни горње вилице.
Унутрашња или носна страна представља базу пирамидалног тијела вилице. Она има четвртаст облик и гради велики дио спољашњег зида носне дупље. На средини унутрашње стране се налази тзв. вилични зјап (лат. hiatus maxillaris) који води у вилични синус. Осим тога, на овој страни се налазе и непчани и сузни жлијеб и коси гребен носне шкољке на коме се причвршћује доња носна шкољка.

## Наставци
Горња вилица има четири наставка: јабучни, чеони, непчани и зубни.
Јабучни наставак (лат. processus zygomaticus) представља врх тијела виличне кости. Има храпаву површину и пружа се према јабучној кости са којом се зглобљава. Поред тога учествује у изградњи подсљепоочне јаме, а од његове доње стране полази гребен који раздваја предњу и задњу страну тијела.
Чеони наставак (лат. processus frontalis) се пружа према чеоној кости са којом се зглобљава. Његова спољашња страна је подијељена предњим сузним гребеном на унутрашњи и спољашњи дио. На унутрашњем дијелу је присутна јама за смјештај сузне кесице, док спољашњи дио учествује у изградњи спољашњег носа. Унутрашња страна чеоног наставка чини дио спољашњег зида носне дупље и зглобљава се са средњом носном шкољком. Осим тога, чеони наставак остварује и везу са сузном и носном кости.
Непчани наставак (лат. processus palatinus) има облик хоризонталне коштане плочице и он учествује у изградњи тврдог непца. Горња страна наставка је глатка и удубљена, док је доња храпава и дуж њене задње стране се пружају два жлијеба кроз које пролазе велика непчана артерија и велики непчани живац. Унутрашња ивица наставка прелази у носни гребен који се спаја са гребеном друге горње вилице и притом образује жлијеб у који се смјешта раласта кост. Предњи крај носног гребена се назива предња носна бодља. На месту споја унутрашњих ивица десне и лијеве вилице, са доње стране се види тзв. средишњи непчани шав у чијем задњем дијелу постоји сјекутићни канал преко кога комуницирају усна и носна дупља. Преко задње ивице се овај наставак спаја са непчаном кости и притом образује попречни непчани шав.
Зубни наставак (лат. processus alveolaris) има полулучни облик и садржи алвеоле за корјенове горњих зуба. Он се развија паралелно са развојем зуба и подлеже промјенама у случају њиховог испадања. Зубне чашице првог и другог секутића су спљоштене у правцу напријед-назад и љевкастог су облика, док су чашице бочних зуба више четвртастог облика. Између појединачних алвеола налазе се коштане међузубне преграде.

## Крвни судови и живци
Кроз горњу вилицу пролази вилична артерија, која представља грану спољашње каротидне артерије.
Кроз њу пролази и инфраорбитални живац (грана горњовиличног живца) који инервише обе половине вилице и све горње зубе.

## Галерија
- Горња вилица
- Горња вилица
- Горња вилица
- Горња вилица